# Robert Fleischman
Robert Fleischman (Los Angeles, 11 marzo 1953) è un cantante statunitense celebre soprattutto come membro delle band Journey e Asia; nonché dei Vinnie Vincent Invasion.

## Biografia
Fleischman, originariamente il frontman della band di Los Angeles Shatterminx nel 1975, è forse meglio conosciuto come il cantante della rock band Journey dal giugno all'ottobre 1977, tra gli album del gruppo, Next e Infinity.
Nel 1986, Fleischman fu parte del nuovo gruppo Vinnie Vincent Invasion, con l'ex chitarrista dei KISS Vinnie Vincent, nel loro album omonimo e successivamente in Guitars From Hell, del 1991.
Ha all'attivo anche numerosi album come solista, il primo dei quali è Perfect Stranger del 1979.

## Discografia

### Solista
- 1979 - Perfect Stranger
- 2002 - World in Your Eyes
- 2004 - Electric Raindrops
- 2005 - Dreaming in Tongues
- 2007 - Look at the Dream

### Con i Vinnie Vincent Invasion
- 1986 - Vinnie Vincent Invasion

### Con i Journey
- 2020 - Live in the Neon Babylon

### Con gli Asia
- 2016 - Live in Tokyo '86